# Journal of Personality Disorders
Il Journal of Personality Disorders è una rivista bimestrale di psicologia, i cui articoli sono sottoposti a revisione paritaria.  pubblicata dalla Guilford Press di New York per conto della International Society for the Study of Personality Disorders (ISSPD).
La ISSPD venne fondata nel 1988 a Copenaghen, in occasione del primo convegno internazionale nel campo degli studi sui disturbi di personalità. Lo psicologo statunitense Theodore Millon svolse un ruolo centrale nella sua fondazione.
A partire dall'anno successivo, il Journal of Personality Disorders divenne la rivista ufficiale dell'associazione.